# Кшевно (Вармінсько-Мазурське воєводство)
Кшевно (пол. Krzewno, нім. Hohenwalde) — село в Польщі, у гміні Бранево Браневського повіту Вармінсько-Мазурського воєводства.
Населення — 225 осіб (2011).
У 1975-1998 роках село належало до Ельблонзького воєводства.

## Демографія
Демографічна структура станом на 31 березня 2011 року:
|          | Загалом | Допрацездатний вік | Працездатний вік | Постпрацездатний вік |
| -------- | ------- | ------------------ | ---------------- | -------------------- |
| Чоловіки | 111     | 26                 | 75               | 10                   |
| Жінки    | 114     | 19                 | 72               | 23                   |
| Разом    | 225     | 45                 | 147              | 33                   |